# 勒布尼茨 (萨克森州)
勒布尼茨（德語：Löbnitz）是德国萨克森州的市镇，隶属于北萨克森县。总面积为37.39平方千米，截至2023年12月31日总人口为2,106人。